# عجوقة بيضوية الورق
عجوقة بيضوية الورق (الاسم العلمي: Ajuga ovalifolia) هي نوع نباتي يتبع جنس العجوقة من فصيلة الشفوية.